# Куча (город)

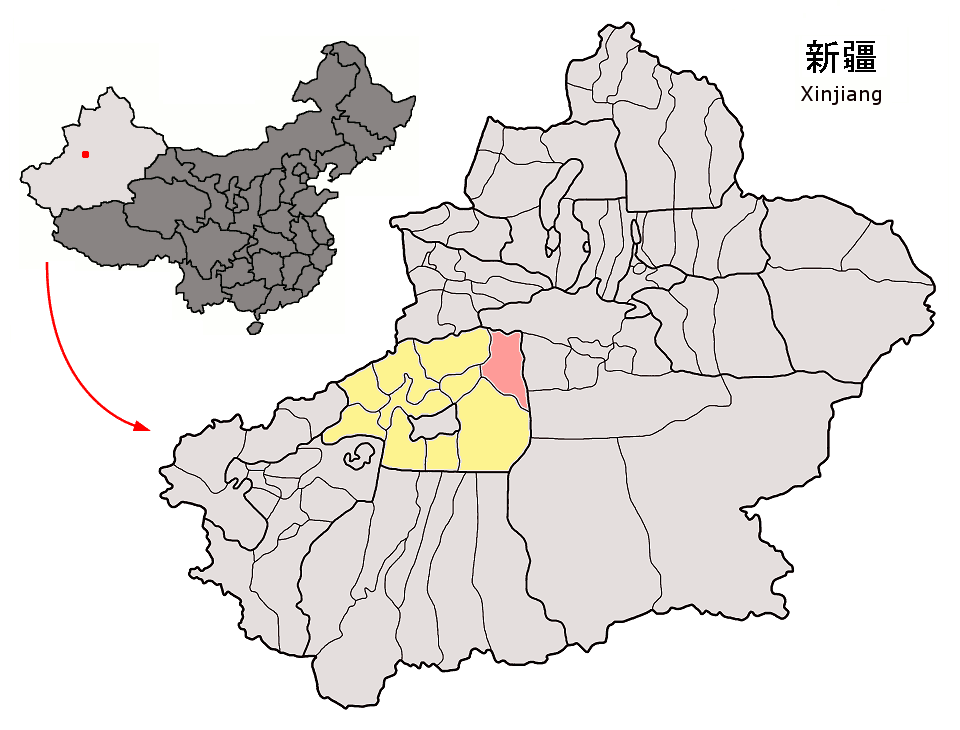
Местоположение Кучарского округа (розовый) и Аксуйской префектуры (жёлтый) в пределах Синьцзян-Уйгурского автономного района

Куча (Кучар) (уйг. كۇچار‎, кит. упр. 库车, пиньинь Kùchē) — оазис в округе Аксу Синьцзян-Уйгурского автономного района КНР, административный центр уезда Куча. Население — 70 305 чел. (2007). Расположен на высоте 1057 м над уровнем моря, у подножия Тянь-Шаня.

## История
В начале I-го тыс. до н. э. и ранее оазис населяли носители тохарских языков. Куча долгое время была процветающим городом-государством и центром буддизма на Великом Шёлковом пути. Об уровне древнего кучарского искусства можно судить по стенописям буддийских пещерных монастырей, расположенных в Кизиле (75 км от Кучи).
В Куче родился Кумараджива (344—413), первый великий переводчик буддийских сутр с санскрита на китайский. Его отцом был индиец, а матерью — кучанская принцесса. Позже его похитили и привезли в Лянчжоу, а затем в Чанъань, чтобы тот переводил свод буддийских канонов.

Когда в 630 году монах Сюаньцзан проезжал эти края, он сделал запись о том, что две огромных тридцатиметровых статуи Будды стоят по обе стороны западных ворот Кучи. Ещё Сюаньцзан отметил: 
Столица в окружности около 17-18 ли. Выращивают просо, пшеницу, а также рис. Разводят виноград и гранаты. Много груш, яблок и персиков. Местные руды — жёлтое золото, медь, железо, свинец и олово. Климат мягкий, [жители] нрава честного. Письменность по образцу индийской, однако сильно изменена. Искусство игры на музыкальных инструментах гораздо выше, чем в других странах. Одежда — из расшитой узорами шерстяной ткани. Стригут волосы, носят шапки. Для торговли используют золотые, серебряные и мелкие медные монеты. Царь родом из Цюйчжи, недалёк умом и находится под влиянием старшего сановника. По местному обычаю, когда родятся дети, их головы сжимают досками и уплощают. Монастырей здесь около 100, монахов около 1000 человек. Исповедуют учение «малой колесницы», школы сарвастивада. Учение Сутр и установления Винаи соответствуют индийским образцам: изучающие их точно следуют первоначальному писанию. Исповедуя «постепенное учение», примешивают к пище «три чистых [вида мяса]». Склонны к чистоте, привержены учёности и в усердии своем состязаются с мирянами.
В 648—649 гг. Куча была завоёвана китайской империей Тан. На протяжении всего IX в. город неоднократно захватывался войсками Кыргызского каганата, но в конечном счёте здесь закрепились уйгуры. Впоследствии в Куче получили преобладание уйгуры, ставшие мусульманами. В одной из уйгурских песен воспевается красота местных девушек:
Турфан виноградом славится,

Дынями славится Хами,
 
А нежных девушек Кучи

Можно сравнить с цветами!
В XVIII веке один из дворцов Кучи стал резиденцией императора Цяньлуна.
В июне 1864 года с бунта дунганского гарнизона и беспорядков городского населения Кучи началось Дунганское восстание в Синьцзяне.
По сведениям Старого и Нового Энциклопедических словарей Ф. А. Брокгауза и И. А. Ефрона, на рубеже XIX—XX веков город Куча был обнесён высокой глинобитной стеной. Окрестности были хорошо обработаны и покрыты фруктовыми садами. Из города и уезда вывозили каменный уголь, медь, железо, нашатырь, серу, соль, изделия из железа и искусно выделанные кожи. Кожи шли в Аксу, где из них изготовлялась высококачественная обувь.
В начале XX века буддийские монастыри Кучи посетили две русские экспедиции, французская, англо-индийская, немецкая и японская.